# Heliconius ochracea
Heliconius ochracea är en fjärilsart som beskrevs av Riffarth 1907. Heliconius ochracea ingår i släktet Heliconius och familjen praktfjärilar. Inga underarter finns listade i Catalogue of Life.